# Села при Ратежу
Села при Ратежу (словен. Sela pri Ratežu) је насељено место у општини Ново Место, регија Југоисточна Словенија, Словенија.

## Историја
До територијалне реорганизације у Словенији била су у саставу старе општине Ново Место.

## Становништво
У попису становништва из 2011. године, Села при Ратежу су имала 54 становника.
| Број становника према пописима | Број становника према пописима | Број становника према пописима |
| ------------------------------ | ------------------------------ | ------------------------------ |
| 1991                           | 2002                           | 2011                           |
| 69                             | 63                             | 54                             |

Напомена: Године 1984. смањен за део насеља који је спојен са издвојеним деловима насеља Потов Врх и Смолења вас у ново самостално насеље Петелињек.